# 謝秉鉉
謝秉鉉（1621年—1695年），字石生，紹興府山陰縣人，南明政治人物。

## 生平
謝秉鉉是隆武二年（1646年）的舉人，永曆帝即位後授予中書舍人官職，遷監紀推官；永曆二年（1648年）晉任參議，監督林時望軍隊，平定橫州土寇徐彪。馬吉翔誣陷林時望致死，以他負責監軍以及掌管軍糧，懷疑他從中私吞，下令結算後處置他。他被逮捕審問後得證明清白，籍收其家產，只得一疋絹布、七兩銀，獲得特赦；很快除授戶部四川司郎中。永曆帝前往安龍，他追到瀨湍時遇上阻礙，改經越南前往安龍。之前廣西土司搶奪高平的高賢侯、陶文貴糧餉，以致連年交戰，他就前往當地解圍，要求土司歸還糧餉，使得陶文貴感恩；此時謝秉鉉經過越南，莫朝的莫敬耀得知他的賢行，因此特地禮遇他。他抵達安龍時永曆帝尚未來到，於是用道義激起民心，人民都爭相出來迎接永曆帝。
永曆十年（1656年）三月，謝秉鉉跟隨李定國迎駕進入雲南，並以武定的孫可望舊將賀九儀驕橫為由，請求他兼任知府；他閱城時發現有營兵犯法後立刻處置治之，一時城內肅然。雲南的農田都被孫可望奪取，稱為「營莊」，以營弁徵收租賦，人民都感到不滿，以無田為慶幸；他上告永曆帝此事，解除禁令，李定國更走訪全雲南，誅殺七名罪行嚴重者，令雲南人民舉手稱快。
次年（1657年），李定國散發二千金，徵求五百名民夫運輸到烏撒。其他地方的民夫都歸還金給定國，只有武定府解散民眾；李定國感到憤怒，五次下令逮捕謝秉鉉及和州、祿州的知州，人心惶惶。他被拘捕後，李定國聲色俱厲，但他卻從容回應：「這是卧薪嘗膽的時間，沒有信義無法激發人心。將軍重視黃金而背棄信義，已經失去人心，並非計策。而且無法守誠，不能忠於職守是罪；散發金錢並非是罪，單獨守城，也非各位的罪。」李定國釋懷釋放他。永曆十二年（1658年），李定國散發千金買米，其是南明軍隊潰敗，有人勸其留起金錢自利，但最後李定國依然散發全部金錢；其後糧米果然無法徵收，很多人收取高利貸獲利。當時謝秉鉉巡視金沙江督造船隻，籌備臨幸建昌；很快永曆帝逃入緬甸，他追趕不及，在和曲隱居耕種自食，三十七年後去世，虛年七十五歲。

## 引用
1. 1 2  錢海岳《南明史·卷五十八·列傳第三十四》：謝秉鉉，字石生，紹興山陰人。隆武二年舉天興鄉試。昭宗立，授中書舍人，遷監紀推官。永曆二年，晉參議，監林時望軍，平橫州土寇徐彪。馬吉翔陷時望死，以秉鉉監軍將及，且以其司餉，疑多所私，令銷算後處置。逮問無染，籍其家，得絹一疋、銀七兩，特赦之。旋除戶部四川司郎中。
2. ↑  錢海岳《南明史·卷五十八·列傳第三十四》：上幸安龍，追至瀨湍，道中阻，乃假道安南，及於安龍。先廣西土司奪高平高賢侯、陶文貴餉，搆兵連年，秉鉉往解之，令還所奪，文貴德之甚。及是，因以假道，其主莫敬耀聞秉鉉賢，迎送禮甚恭。至安龍，時徒御猶未至，乃以義激民，民爭出役迎上。
3. ↑  錢海岳《南明史·卷五十八·列傳第三十四》：十年三月，從李定國迎駕入滇。定國以武定有孫可望舊將賀九儀，驕橫不法，請以秉鉉兼知府。既至閱城，有營卒犯法；立治之，一時肅然。滇田先為可望所奪，名曰「營莊」，以營弁徵租賦，民病之，以無田為慶。秉鉉以狀上，毀斗弛禁。定國更訪全滇，得其尤甚者七人誅之，滇民稱快。
4. ↑  錢海岳《南明史·卷五十八·列傳第三十四》：十一年，定國發金二千，徵民夫五百，輓運烏撒。他郡應夫，仍歸金於定國，惟武定悉散之民。定國怒，逮秉鉉及和、祿兩知州，令凡五下，人多危之。既至，定國聲色俱厲，秉鉉從容對曰：「方今卧薪嘗膽之時，非信義無以激發人心。將軍重金而輕棄信義，以失人心，非計也。且守誠不才，負厥職，罪之當矣。若散金，非罪也，單獨在守，非諸人之罪也。」定國善而釋之。十二年，定國發千金糴米。是時王師將潰，或勸勿發以自利，卒盡發之。其後米果不及徵，貸民利者甚眾。會以秉鉉巡金沙江，督造船筏，以備建昌之幸。既而上幸緬，秉鉉追不及，隱於和曲，躬耕自食，閱三十七年乃卒，年七十五。